# Orthion
Orthion es un género de plantas con flores perteneciente a la familia Violaceae. Comprende ocho especies.

## Especies aceptadas
- Orthion malpighiifolium (Standl.) Standl. & Steyerm.
- Orthion montanum Lundell
- Orthion oblanceolatum Lundell
- Orthion subsessile (Standl.) Steyerm. & Standl.
- Orthion veracruzense Lundell